# الکسیس سواحی
الکسیس سواحی (انگلیسی: Alexis Souahy؛ زادهٔ ۱۳ ژانویهٔ ۱۹۹۵) بازیکن فوتبال اهل اتحاد قمر است.
از باشگاه‌هایی که در آن بازی کرده‌است می‌توان به باشگاه فوتبال لو آور اشاره کرد.
وی همچنین در تیم ملی فوتبال اتحاد قمر بازی کرده‌است.